# Carl Chun
Carl Chun (1 d'octubre de 1852 – 11 d'abril de 1914) va ser un biòleg marí alemany.
Chun nasqué a Höchst, actualment part de Frankfurt, i estudià zoologia a la Universitat de Leipzig, on va ser ajudant de Rudolf Leuckart. Va treballar a Königsberg (1883-1891) i Breslau (1891-1898), i després tornà a Leipzig com a professor de zoologia. Dirigí l'expedició alemanya al mar profund (1898/99 "Expedició Valdivia"), que explorà els mars subantàrtics. Chun es va especialitzar en els cefalòpodes i en el plàncton. Descobrí el "calamar vampir" (Vampyroteuthis infernalis)

## Algunes obres
- Aus den Tiefen des Weltmeeres, Jena 1900.
- Allgemeine Biologie, Leipzig 1915.
- Die Cephalopoden, 2 volumes., Jena 1910.[1]